# Бустрем, Владимир Владимирович
Владимир Владимирович Бустрем (6 января 1883, Кемь, Архангельская губерния — 13 февраля 1943, Москва) — советский разведчик, резидент внешней разведки, видный сотрудник органов госбезопасности СССР.

## Биография

### Политическое становление
Родился в многодетной семье лесничего. Отец умер, когда мальчику было три года. Владимир обучался в церковно-приходской школе, затем поступил в Архангельскую гимназию. В пятом классе стал членом учительского гимназического кружка, который был ориентирован на изучение и обсуждение полулегальной литературы. Деятельность этого кружка была напрямую связана с местной колонией сосланных по политическим причинам. Это привело к неприятным последствиям для Владимира Бустрема — в 1902 году он был исключён из выпускного класса гимназии по причине своей политической неблагонадёжности. Тем не менее весной 1903 года он сдал экстерном экзамены за восьмой класс по гимназической программе и в этом же году поступил в Томский технологический институт.
Во время учёбы в институте Бустрем начал активно участвовать в студенческих группировках революционного толка, вскоре стал членом кружка социал-демократов. Несколько раз участвовал в студенческих забастовках и манифестациях, что привело к профессорскому дисциплинарному суду в отношении Бустрема. В 1904 году после «чистки» вернулся в Архангельск, где вскоре был призван на военную службу и в составе части отправился в Новгород. Проходил службу в 22-й артиллерийской бригаде. Вёл активную кружковую деятельность, выполнял различные партзадания. Пик его политической активности пришёлся на май-июнь 1905 года. Хотя после июльского митинга 1905 года ушёл в подполье. Проживал в Петербурге на нелегальных позициях, проводил революционную агитацию среди местных войск, позже переместился в Вологду.
Угроза ареста вынудила его переехать в Севастополь, что было санкционировано ЦК РСДРП весной 1906 года. Там Бустрем был направлен на службу на флот, где продолжил пропагандистскую деятельность. Вошёл в состав Крымской партийной конференции, которая так и не состоялась, так как была провалена. Тем не менее 16-22 ноября 1906 года как представитель от Севастополя, принял участие в Первой конференции партийных и боевых организаций РСДРП в Таммерфорсе. После завершения конференции остался в Финляндии, где вошёл в состав центральной группы военной организации РСДРП, и вновь принялся за агитационно-пропагандистскую работу в Выборге и Гельсингфорсе среди гарнизонных солдат.

### Арест и ссылка
1907 год — время нелегального проживания Бустрема в Либаве. Позже он участвовал в Пятом нелегальном Лондонском съезде РСДРП в качестве почётного делегата от Либавской военной парторганизации. После завершения съезда участвовал в собрании латышских Социал-демократов.
После возвращения в Россию Бустрем был арестован в Петербурге и провёл полтора года в «Крестах». Судебный процесс завершился 13 ноября 1908 года: вместе с Трилиссером и Нейманом, которые также проходили по «Делу о боевой организации РСДРП», Бустрем был приговорён к шести годам каторжных работ. Все трое отбывали наказание в Петербургской пересыльной тюрьме, затем Бустрема отправили «по этапу» в Вологодскую, Ярославскую каторжные тюрьмы, и наконец в Восточную Сибирь, в село Коченга Киренского уезда Иркутской губернии. Последние два года ссылки он провёл в Иркутске, проработав в статистическом отделе, в отделе труда Иркутского комитета Всероссийского союза городов, и попробовал свои силы в обществе потребителей служащих и рабочих Забайкальской железной дороги.

### Продолжение чиновничьей карьеры
В конце марта 1917 года, после событий Февральской революции, вернулся в Архангельск, отбыв срок каторги. Был кооптирован в местный Совет рабочих и солдатских депутатов, избран в исполком совета. В это время Бустрем выразил политическую близость к объединению меньшевиков-интернационалистов, вместе с тем состоял в объединённой организации РСДРП. С июля 1917 по январь 1918 Бустрем становится председателем Архангельского совета рабочих и крестьянских депутатов, с февраля по сентябрь 1918 — зампредседателя архангельского губисполкома. С сентября 1918 по март 1920 — заведующий статистическим отделом архангельского губернского земства. Вступление в РКП(б) последовало в феврале 1920 года, а в апреле этого же года его переводят в Москву на должность заместителя заведующего учёным подотделом ЦК РКП(б).

### Разведка
В августе 1922 года по рекомендации Трилиссера Бустрема направляют для дальнейшей работы в ИНО ОГПУ. Вскоре следует назначение на пост легального резидента в Берлине, который он занимает до 1925 года. Его активность позволила заниматься интенсивной вербовкой кадров из диппредставительств, а также из внешнеполитического ведомства Германии. Эти ценные источники информации помогли Бустрему получить копии важных писем МИДа своим представительствам в Варшаве, Стамбуле и Лондоне, в которых, в частности, шла речь о поставках британских военных материалов Польше, а также важные сведения о перспективах развития германо-польских отношений.
К началу 1926 года советская сторона располагала несколькими источниками в полицейских структурах Берлина, которые оперативно поставляли сведения напрямую из берлинского главного управления полиции. Эти сведения касались внутриполитического состояния Веймарской республики, а также раскрывали обстановку в различных политических объединениях Германии, в том числе и НСДАП.
Однако после отладки механизмов поставки необходимой информации Бустрем в декабре 1925 года вернулся в СССР. Был помощником начальника ИНО ОГПУ до 1929 года. В период с января по июнь 1930 года он — замначальника Главной инспекции ВСНХ СССР. В июле его направляют в роли уполномоченного по хлебозаготовкам. С июля по сентябрь — время работы в Вёшенском районе Северокавказского края, с октября по декабрь — в Воронеже.

### Должности после завершения карьеры разведчика
В январе 1931 года Бустрем был уволен из органов разведки по состоянию здоровья. С февраля по март 1931 года он занимал пост начальника железнодорожного транспорта Кузнецкстроя, а в июне-ноябре того же года Бустрема определяют представителем Кузнецкстроя в Ленинграде. Следующий год он провёл в должности заместителя заведующего ОМС Исполкома Коминтерна. С июля 1932 года — заместитель ответственного редактора издательства «Каторга и ссылка». В апреле 1934 года Бустрем становится внештатным инструктором МК ВКП(б), на этом посту было налажено сотрудничество с Большой Советской Энциклопедией. Последняя должность, которую он занимал с февраля 1936 года — заместитель директора НИИ экономики Севера.
Умер 13 февраля 1943 года. Похоронен на Даниловском кладбище.

## Семья
- Жена — Евгения Яковлевна, урождённая Лейцингер, дочь Я. И. Лейцингера (1855—1914) городского головы Архангельска в 1903—1914 годах, известного фотографа[1][2]

## Награды
- Знак «Почётный работник ВЧК-ГПУ»
- Боевое оружие от Коллегии ОГПУ